# موزه دوران اسلامی
موزهٔ دوران اسلامی، یکی از زیرمجموعه‌های موزهٔ ملی ایران است که در خیابان امام خمینی تهران قرار دارد. ساختمان این موزه سه طبقه دارد که طبقهٔ همکفِ آن شامل سالن اجتماعات و سالن نمایشگاه‌های موقت است. طبقهٔ یکم و دوم دارای ۷ تالار است که تالارهای طبقهٔ یکم را تالار قرآن، تالار تیموری، تالار صفوی و تالار قاجار تشکیل می‌دهند و تالارهای صدر اسلام، سلجوقی و ایلخانی در طبقهٔ دوم قرار دارند. این موزه دارای ۱۷۰ ویترین با ۱٫۵۰۰ شیء تاریخی است که براساس زمان‌بندی تاریخی مرتب شده‌اند.
عمدهٔ آثار موجود در موزهٔ دوران اسلامی مربوط به کاوش‌های علمی است. برخی از آثار با ارزش موزه به آستان شیخ‌صفی‌الدین اردبیلی تعلق داشته‌اند که به دلایل امنیتی، تعدادی از آنها در دوره‌های گذشته به تهران منتقل شده است.

## تاریخچه
ساخت موزهٔ دوران اسلامی در سال ۱۳۲۳ خورشیدی و با الهام از کاخ ساسانی بیشاپور، در محوطهٔ موزهٔ ملی ایران آغاز شد و در سال ۱۳۲۹ با مساحتی حدود ۴٫۰۰۰ متر مربع و در ۳ طبقه، ساختمان آن احداث گردید. این بنا به‌منظور تأسیس موزهٔ دوران اسلامی تجهیز و در سال ۱۳۷۵ افتتاح شد ولی در اول تیر ۱۳۸۵، با هدف اصلاح و تکمیل تأسیسات، گسترش برخی فضاها و بازنگری در چگونگی نمایش آثار، این موزه به‌مدت ۹ سال تعطیل شد و در ۷ شهریور ۱۳۹۴ بازگشایی شد.

## ویژگی‌ها
موزه ایران باستان و دوران اسلامی در یک مجموعه قرار دارند. تقسیم موزه‌های ملی به دوران اسلامی و پیش از اسلام بیش از آن که به رویدادهای تاریخی، اجتماعی، مذهبی و سیاسی مرتبط باشد، مربوط به جنس اشیائی است که در این موزه‌ها به نمایش درآمده است. در حالی که بیشتر اشیاء موزه ایران باستان فلز، سنگ، سفال است، اشیاء موزه دوره اسلامی هنرهای زیبا از جنس شیشه، زیورآلات، کاغذ، پارچه، چرم، چینی و ... است.

به عنوان مثال آثار معماری در موزه ایران باستان از نوع سنگ تراشی هستند. در حالی که آثار موزه دوران اسلامی به دلیل زمان کمتری که بر این آثار گذشته است، همچنین پیشروفت مصالح از نوع محراب‌های کاشی کاری و گچ بری هستند. افزون بر این بنا به بروشور موجود در وبسایت رسمی موزه ملی، تفکیک اشیاء موجود در موزه به دوره‌های اسلامی و ساسانی در قرون اوالیه اسلامی امری دشوار است.

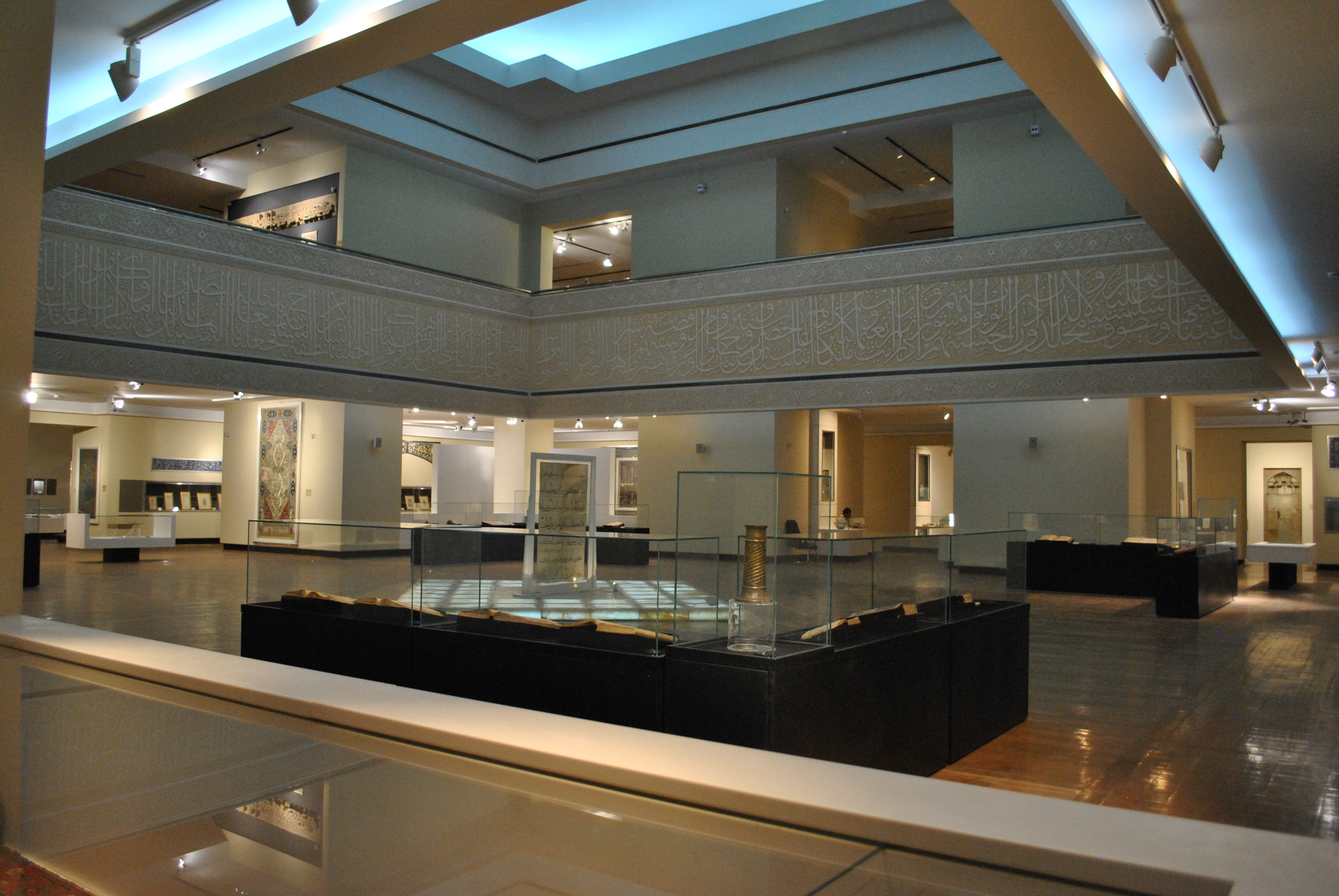
نمایی از اشکوب نخست ساختمان دوران اسلامی موزه ملی ایران

از سوی دیگر با توجه به معماری داخلی این بنا، تاکیدی که به خوشنویسی در بنا و آثار آن است، نقاشی‌های متعددی که در دیوارها و ویترین‌ها موجود است، می‌توان در مجموعه این دو موزه با عنوان موزه ملی به تعالی روحیه هنری مردم ایران در سیر تولیدات هنری خود اشاره کرد. این آثار در کنار موزه ملک و سایر موزه‌های سطح تهران مانند موزه رضا عباسی و موزه آبگینه توضیح دهنده تحول روحیه مردم ایران در طول تاریخ است.

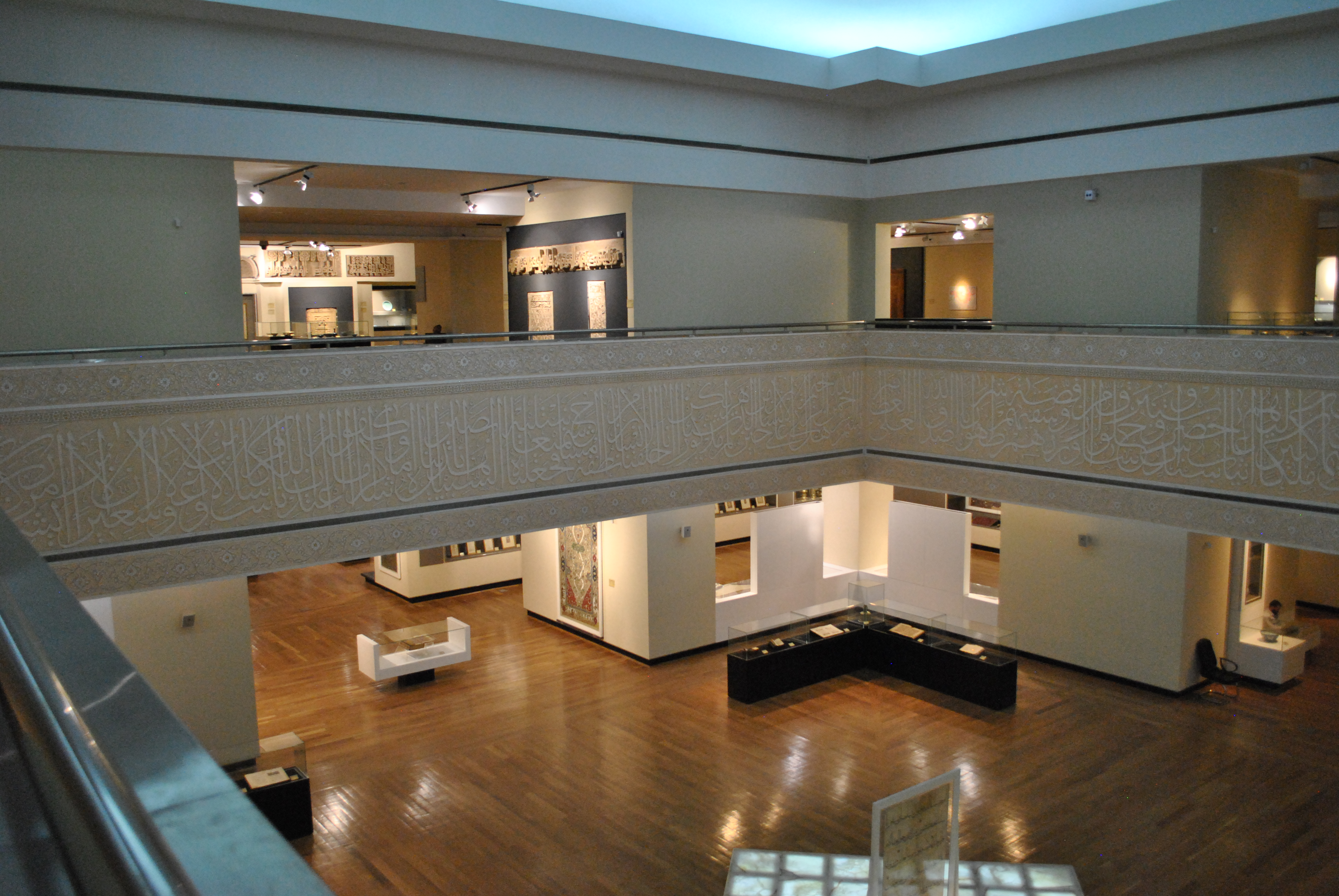
نمایی از اشکوب دوم ساختمان دوران اسلامی موزه ملی ایران

### سفالینه‌ها

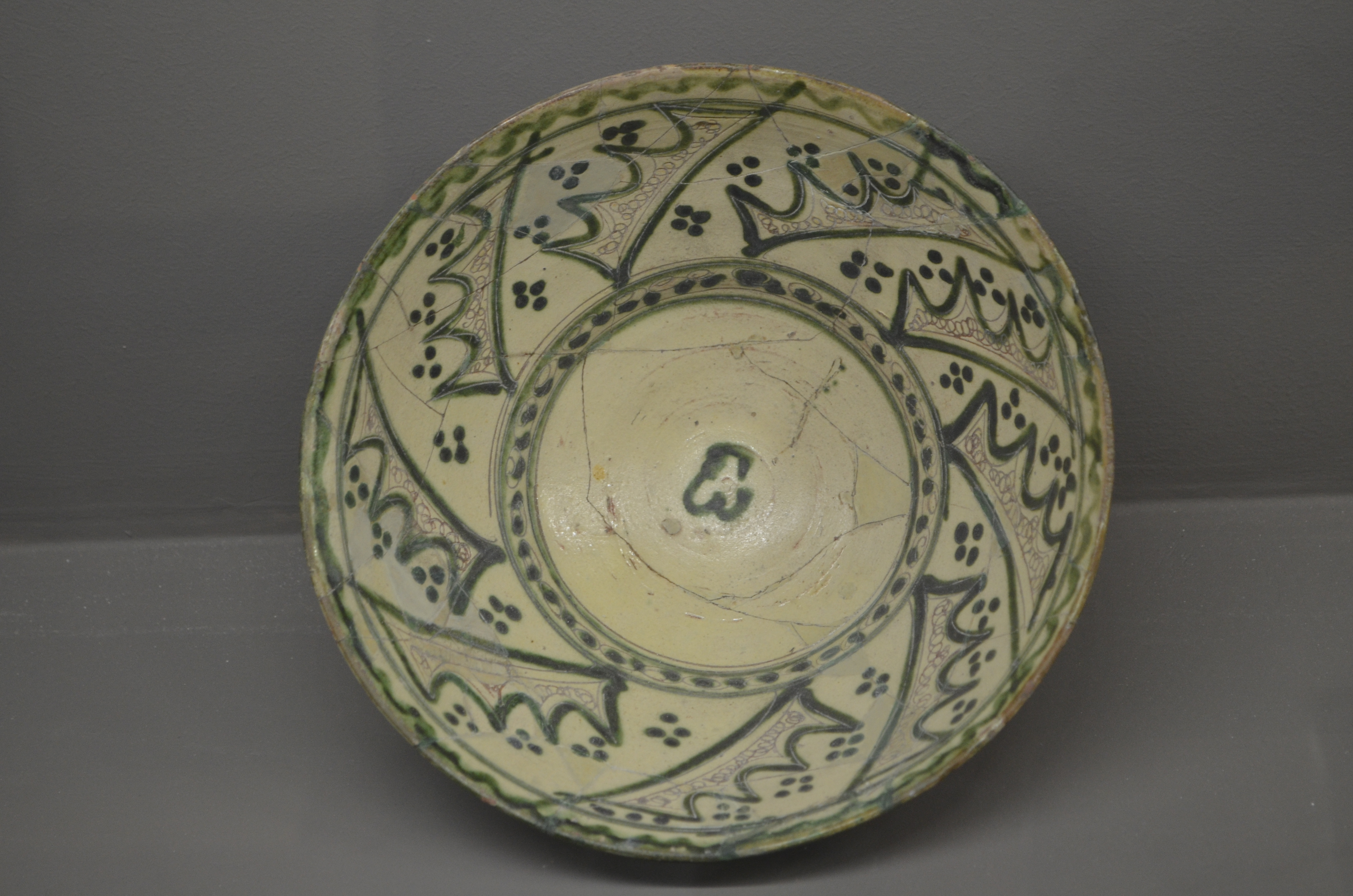
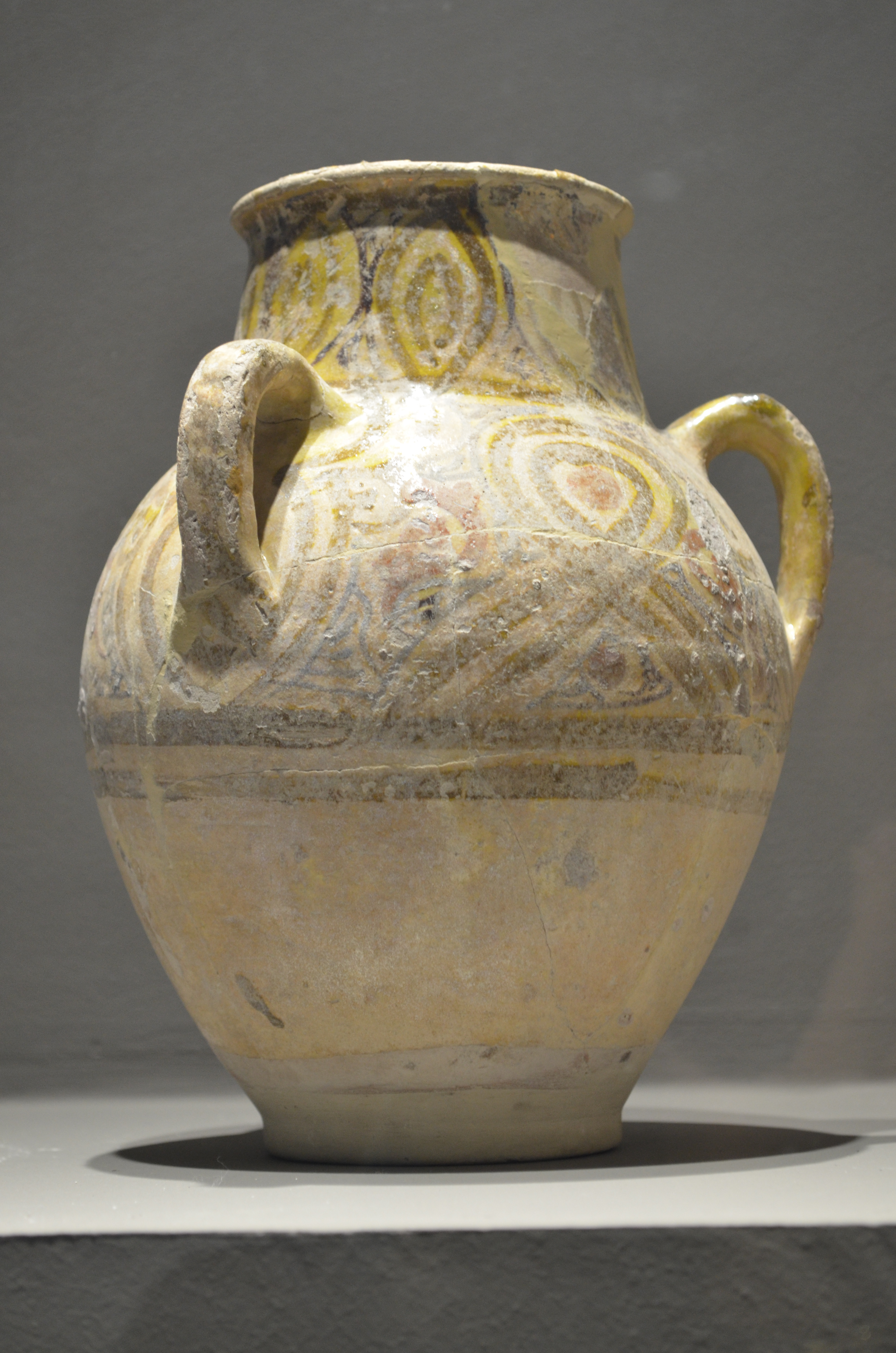
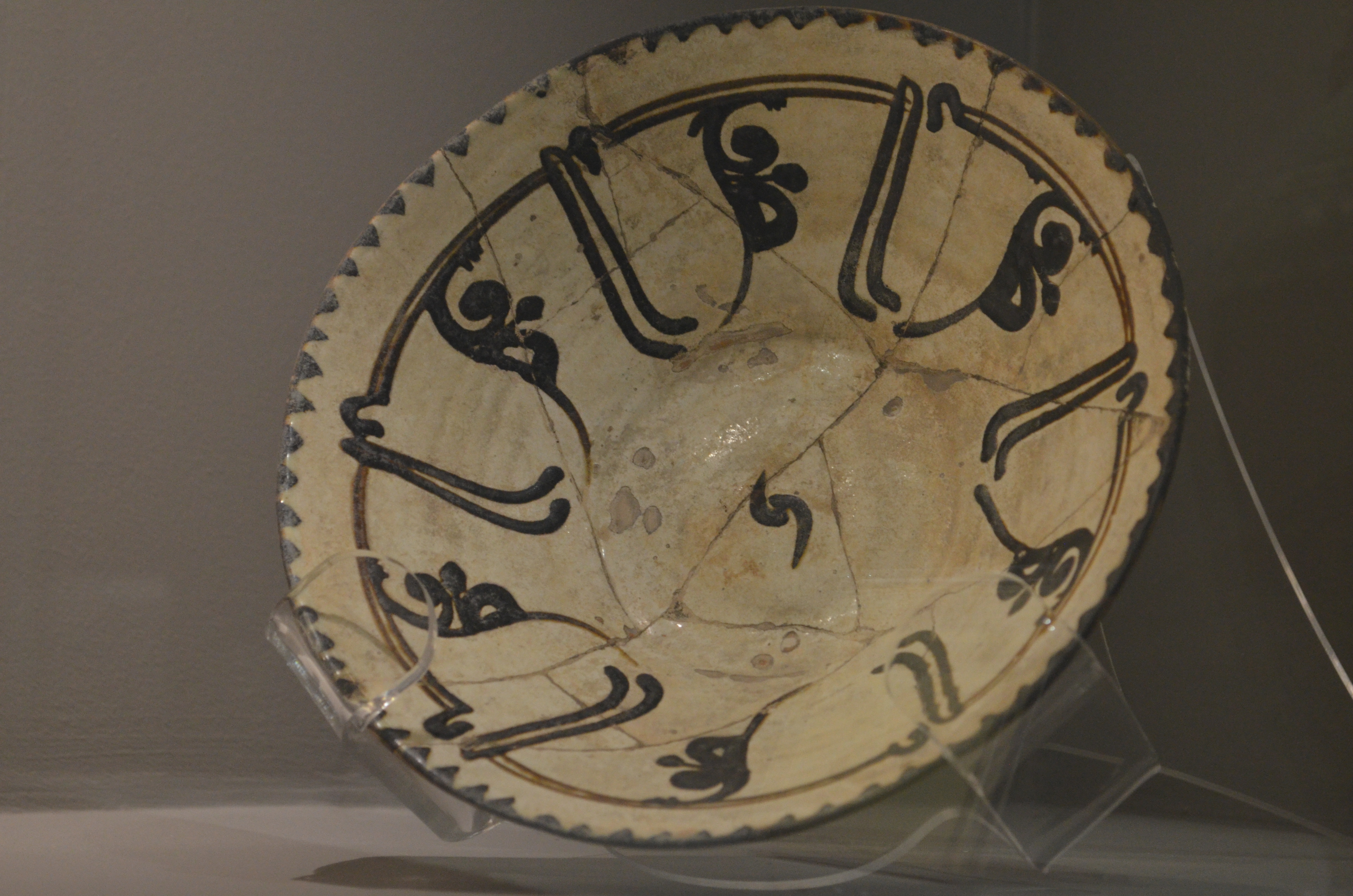
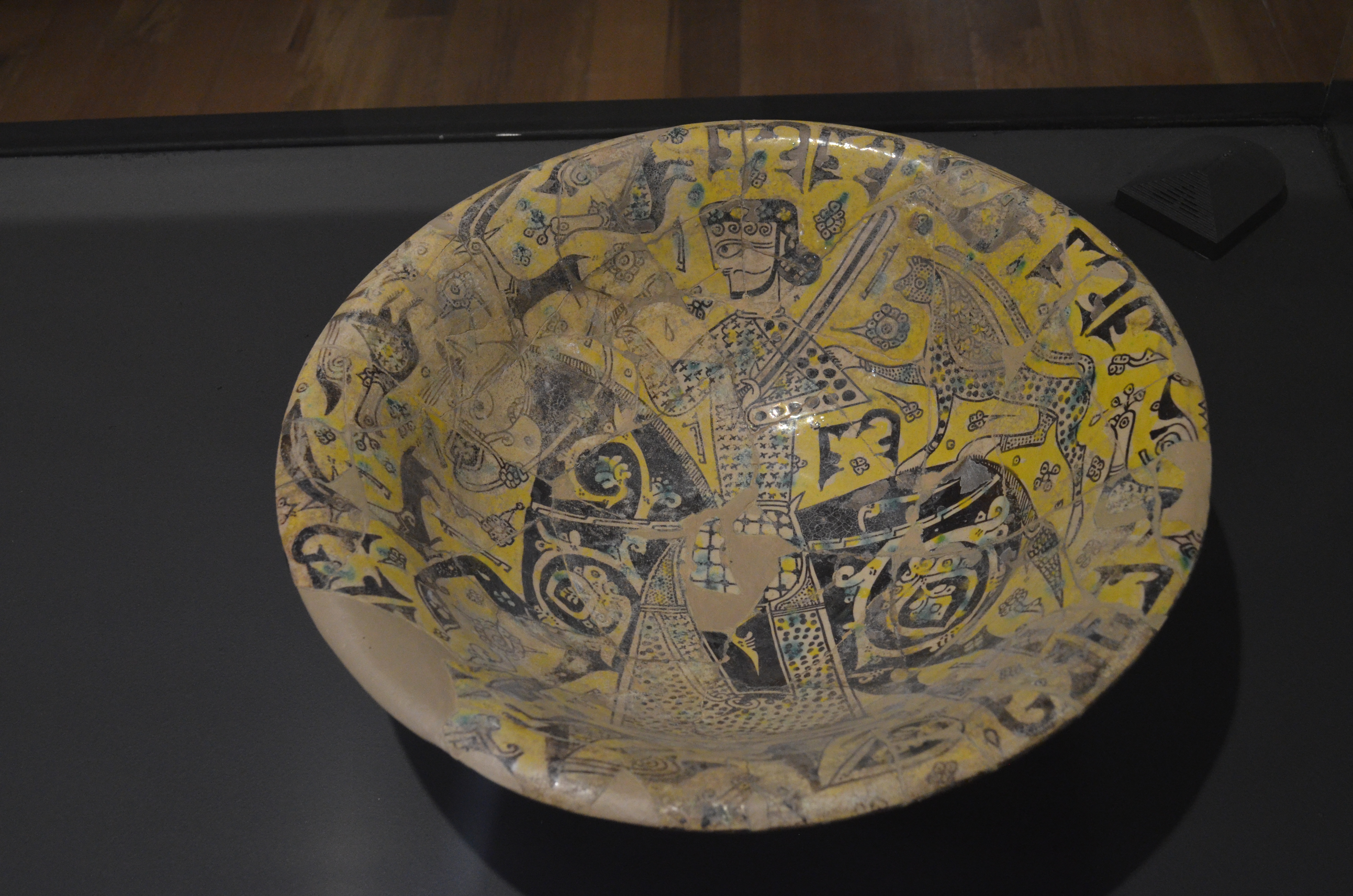
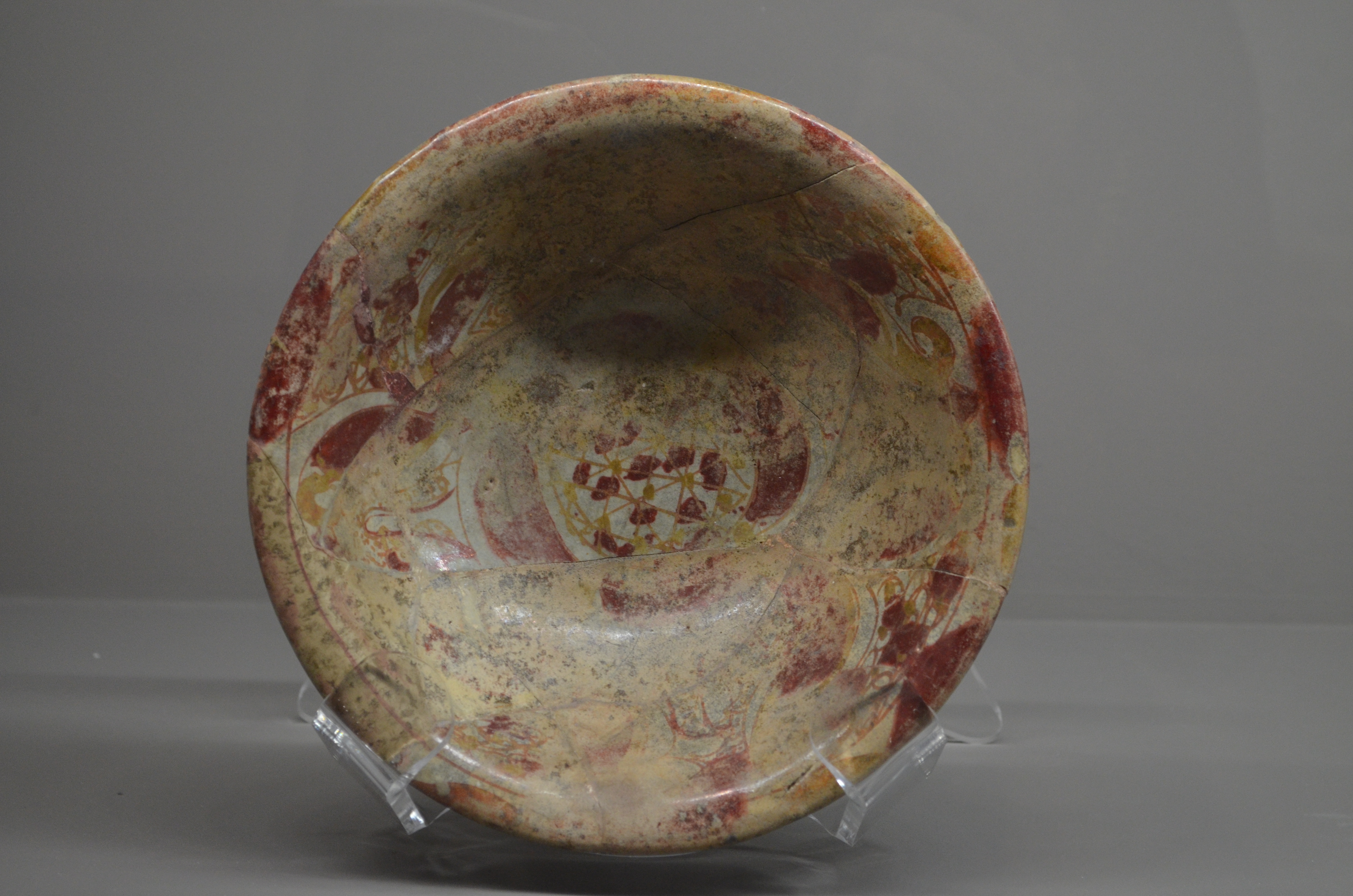
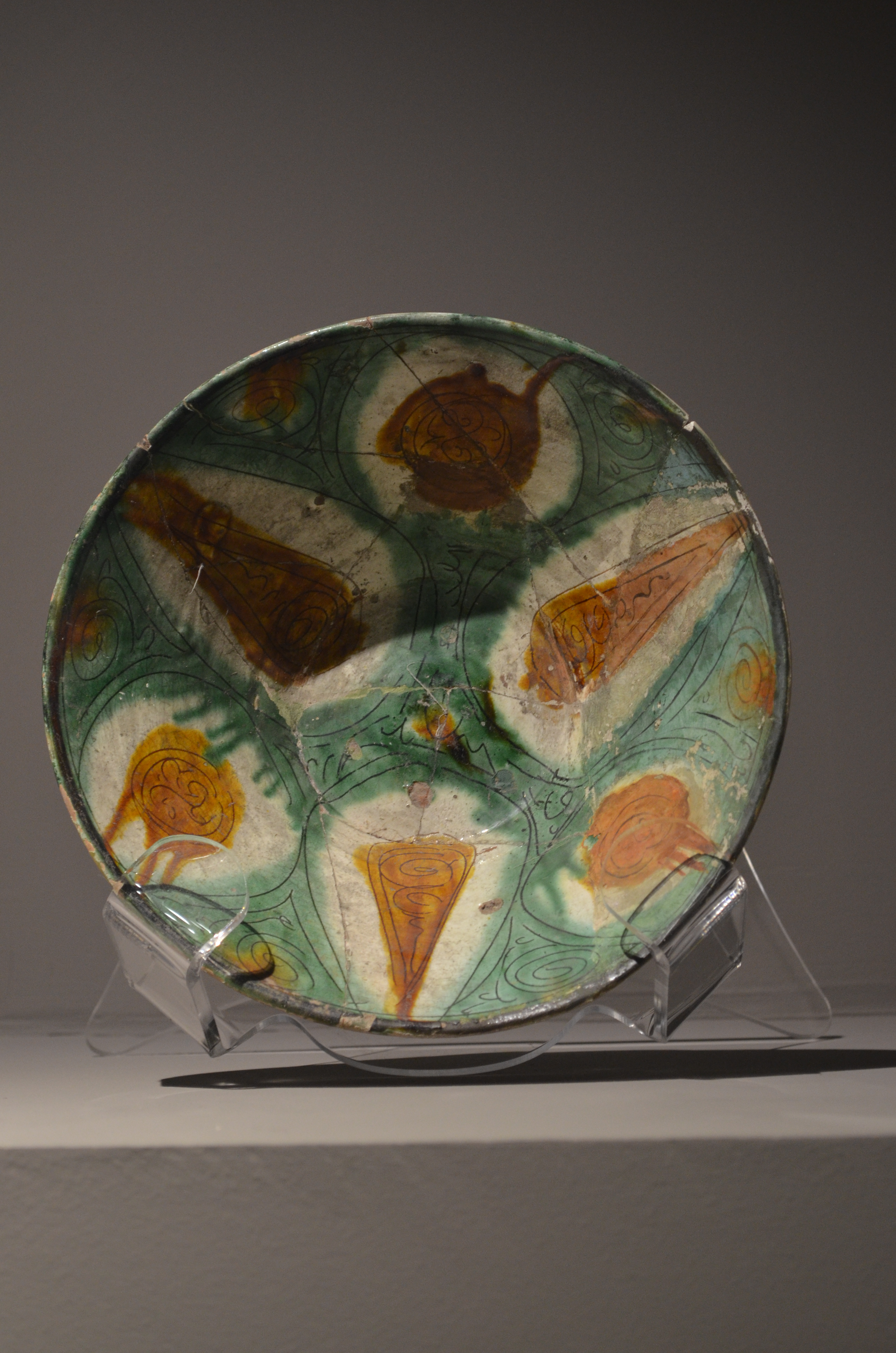
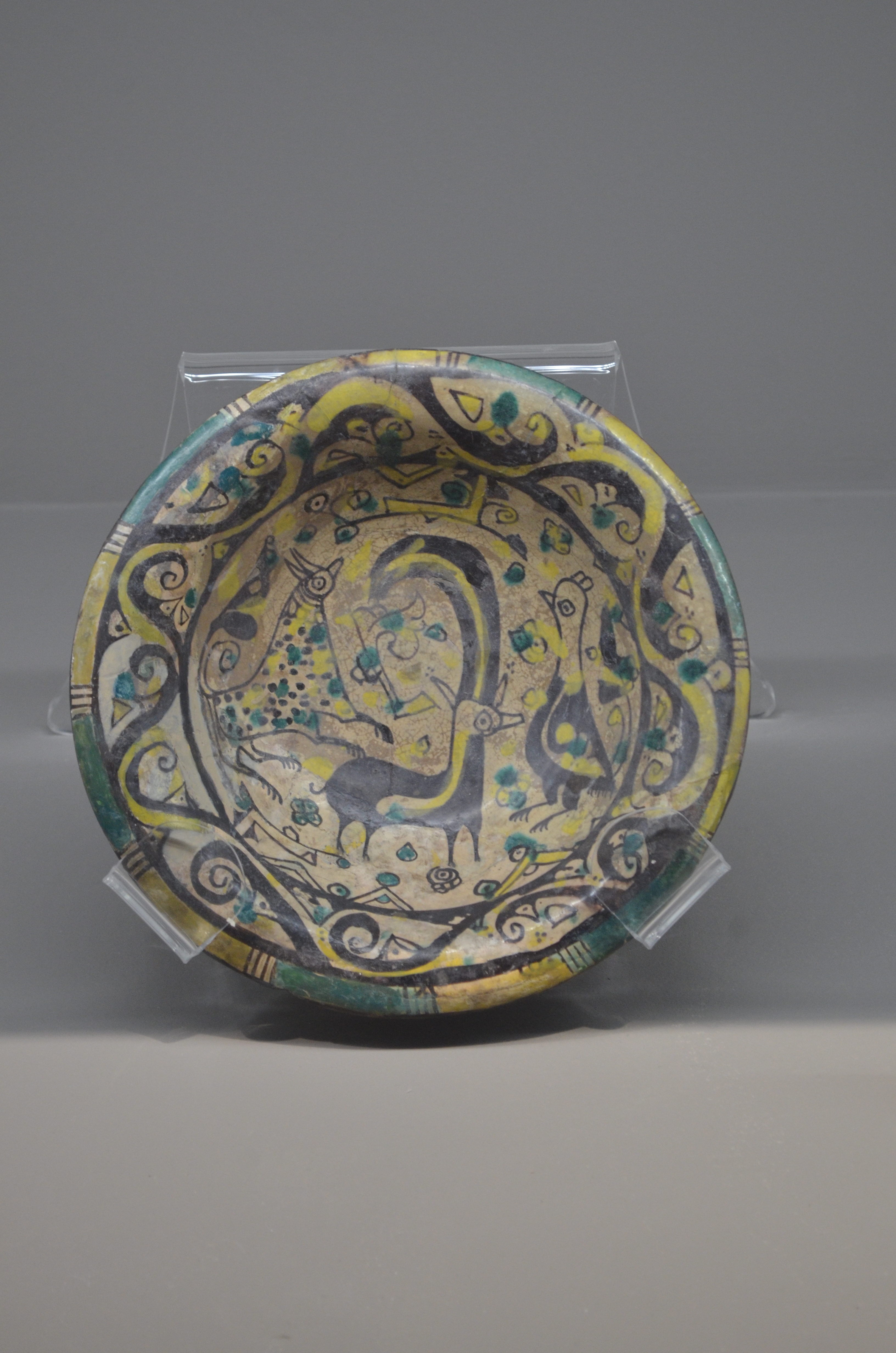
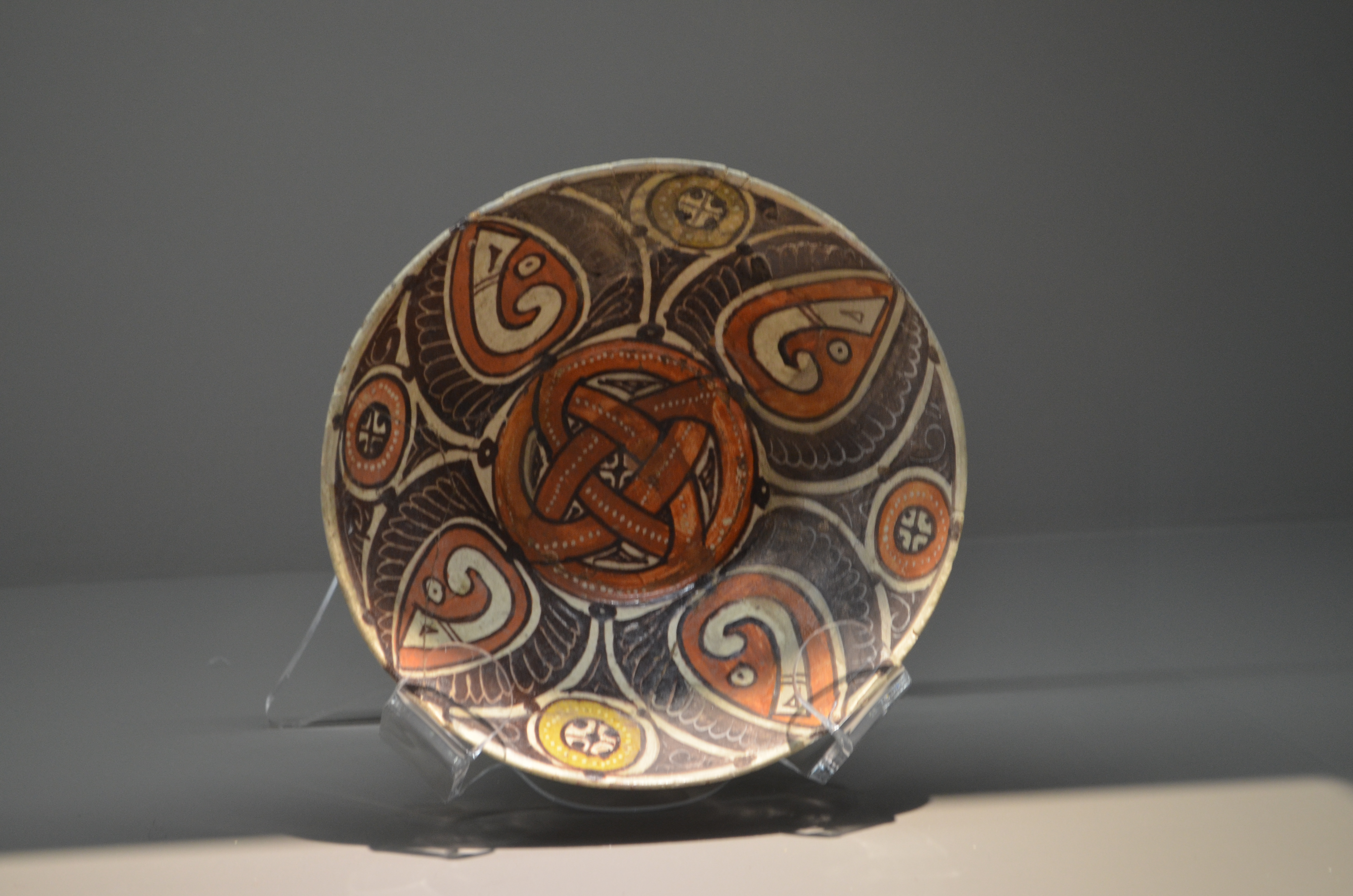
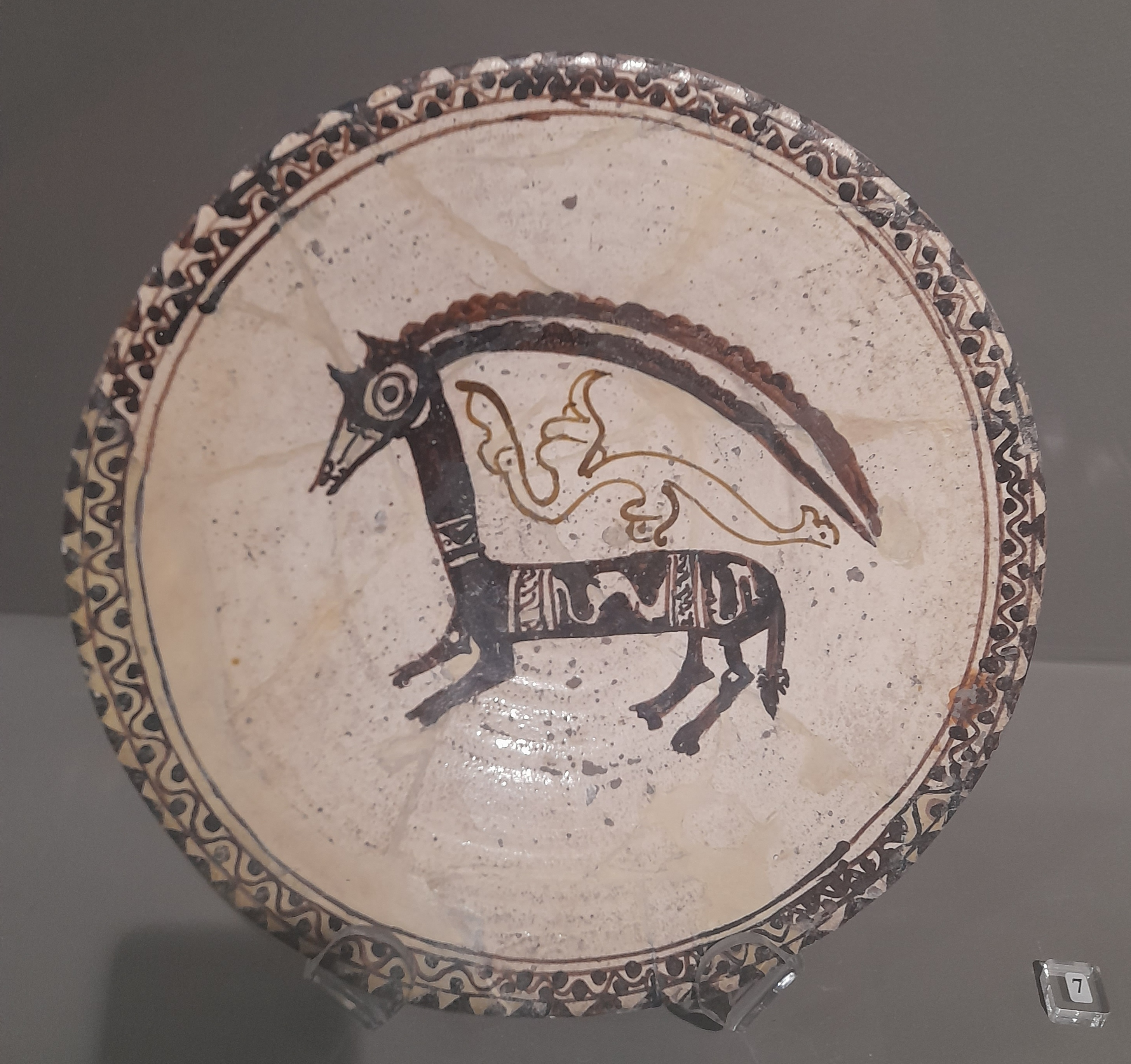
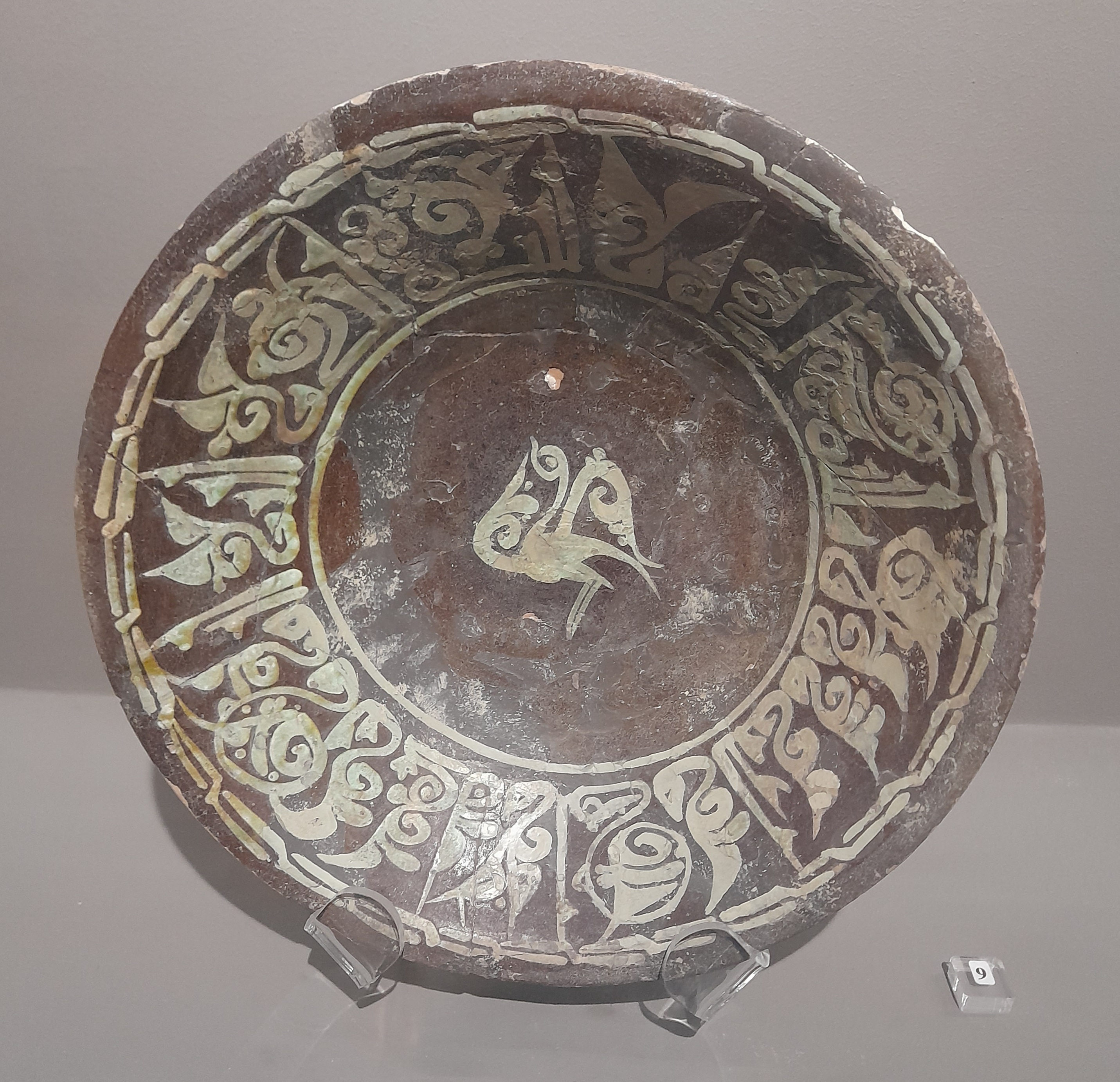

### اشیاء فلزی

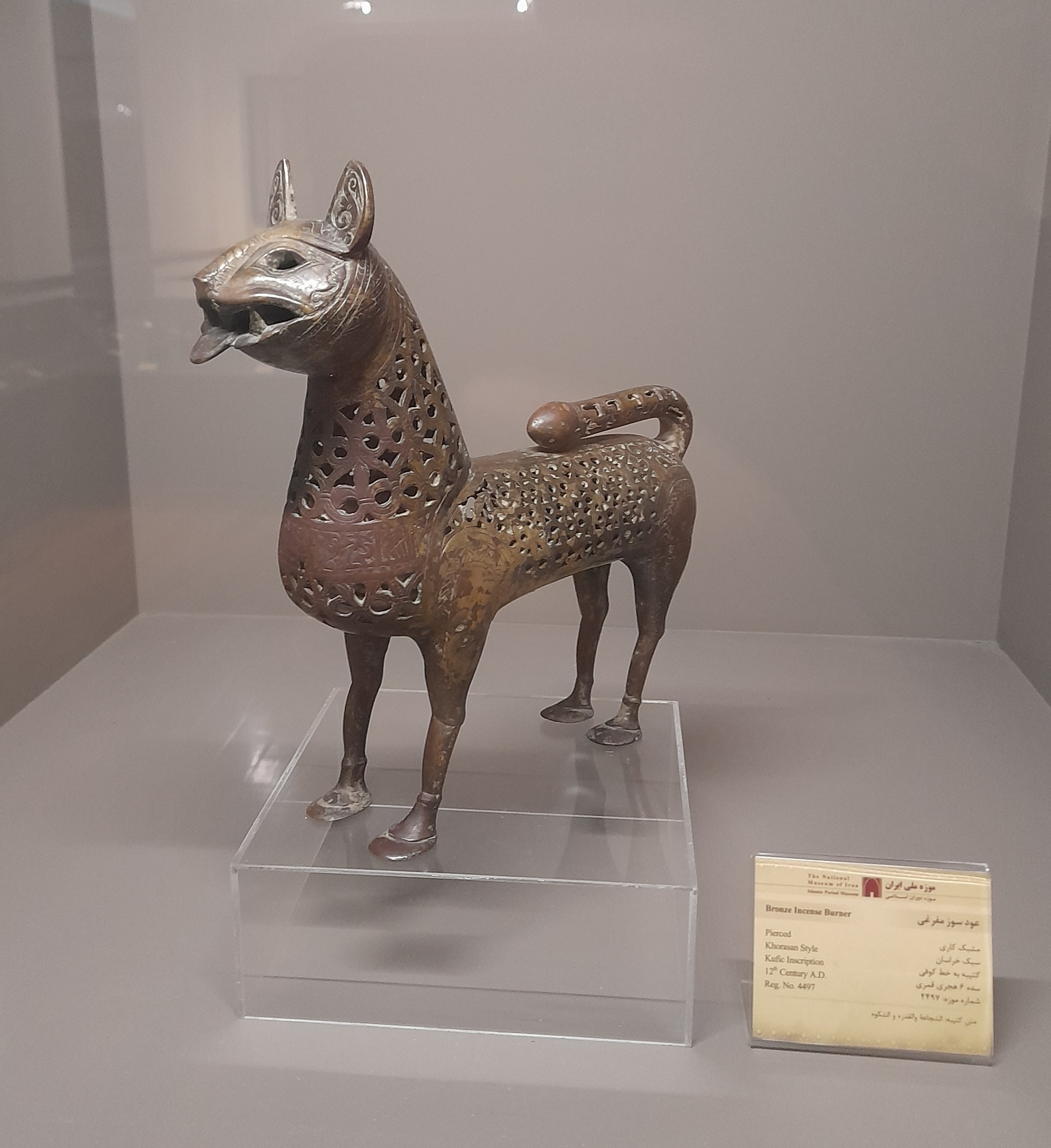

## نگارخانه

### آثار معماری

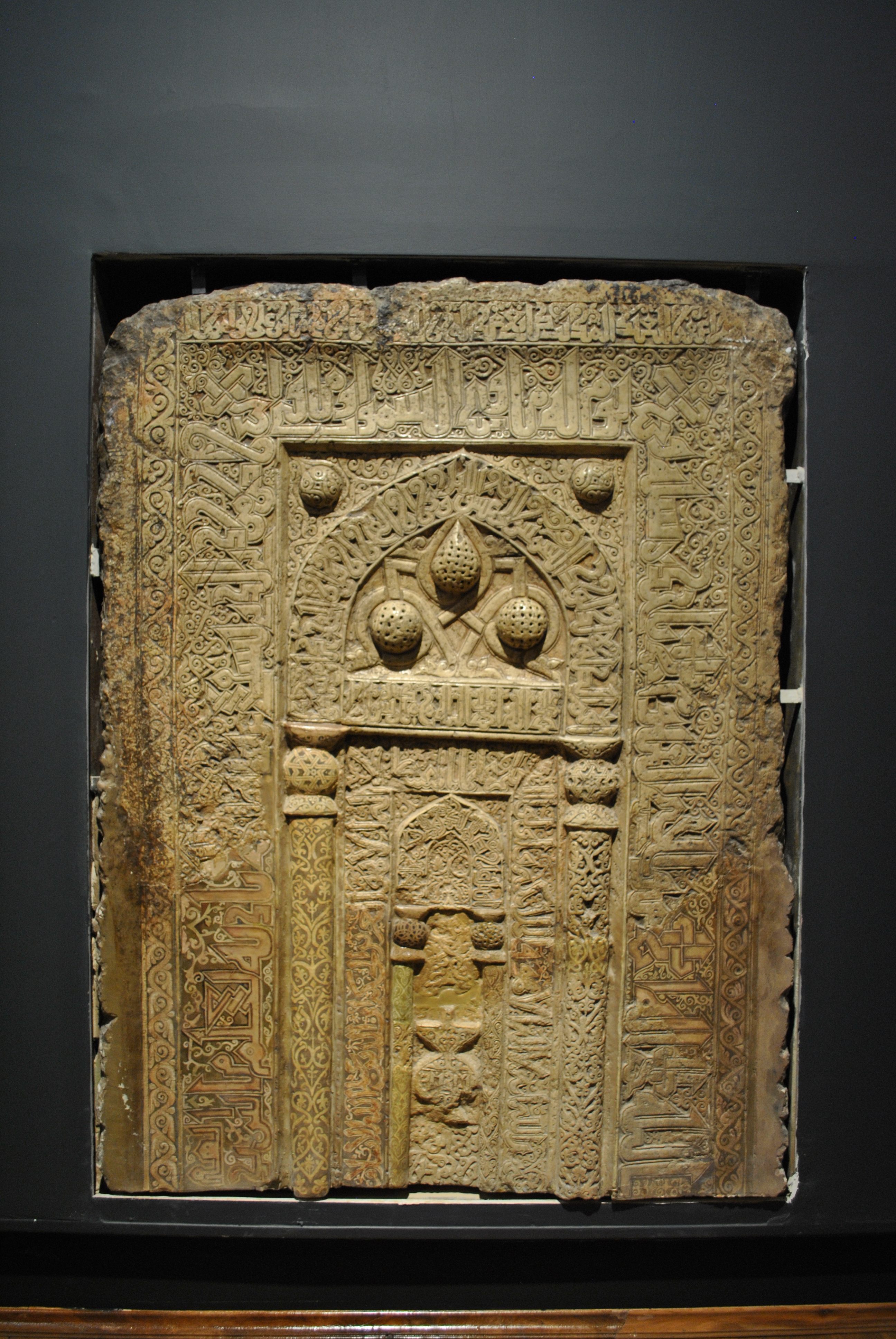
یک محراب سنگی

### تالارها

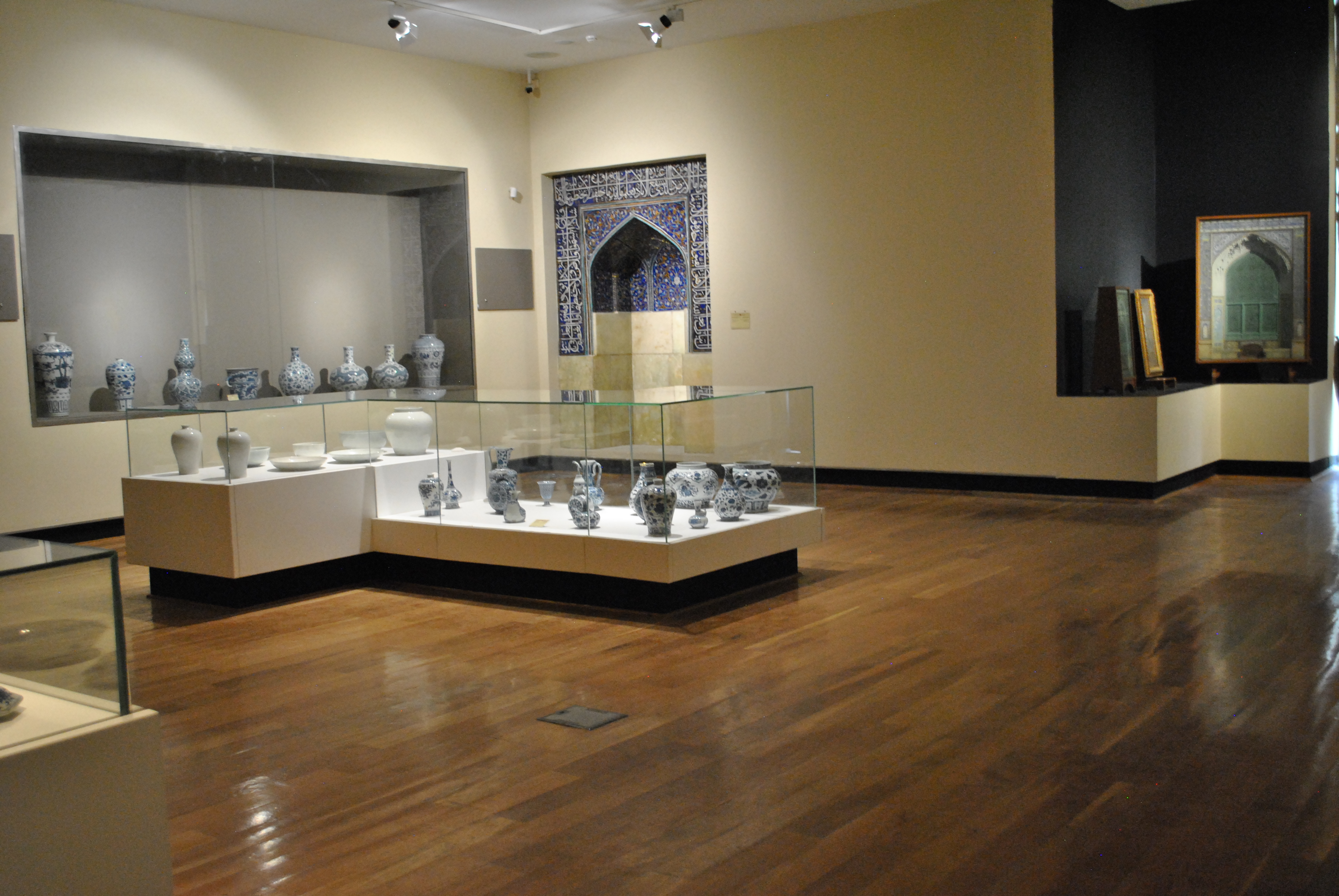
گنجهٔ ظروف چینی در موزه ملی ایران